# شهرستان فرانکلین (میسیسیپی)
شهرستان فرانکلین، میسیسیپی (به انگلیسی: Franklin County, Mississippi) یک سکونتگاه مسکونی در ایالات متحده آمریکا است که در ایالت میسیسیپی واقع شده‌است.